# Вілі Сааріярві
Вілі Сааріярві (фін. Vili Saarijärvi; нар. 15 травня 1997, м. Рованіемі, Фінляндія) — фінський хокеїст, захисник. Виступає за «Кярпят» (Оулу) у Лійзі.
Вихованець хокейної школи РоКі. Виступав за «Грін-Бей Гемблерс» (ХЛСШ).
У складі юніорської збірної Фінляндії учасник чемпіонату світу 2015.
Досягнення
- Срібний призер юніорського чемпіонату світу (2015)

Нагороди
- Найкращий захисник юніорського чемпіонату світу (2015)